# Peter Palitzsch
Peter Palitzsch (11 de septiembre de 1918 - 18 de diciembre de 2004) fue un director teatral y televisivo alemán.

## Biografía

### Jugend und Wirken in der DDR
Nacido en Zbylutów, una población que en la actualidad forma parte de Polonia, Palitzsch se crio en Dresde, donde se graduó en la escuela secundaria, se formó como artista gráfico y dirigió una agencia de publicidad junto a su hermano Hans Heinrich Palitzsch. Tras cinco años de servicio militar, y un breve período como prisionero de guerra, Palitzsch volvió a Dresde, ciudad en la cual fue cofundador de la Cruz Roja local. Su carrera teatral como dramaturgo se inició en el Teatro Volksbühne de Dresde.
Bertolt Brecht lo llevó en 1949 como dramaturgo y colaborador a su recién fundado Berliner Ensemble, que al no tener aún sede, trabajó en diferentes escenarios berlineses. No fue hasta 1954 en que pudieron asentarse en el Theater am Schiffbauerdamm. En la parte superior de la torre se montó el letrero de la compañía, que fue diseñado por Peter Palitzsch. En 1955 presentó su primera obra como director, "Der große Tag des Gelehrten Wu", y al año siguiente trabajó con la pieza de John Millington Synge The Playboy of the Western World, con Heinz Schubert como actor. Posteriormente trabajó en varias producciones en colaboración con Manfred Wekwerth. Tras fallecer Brecht el 18 de agosto de 1956, Peter Palitzsch empezó a trabajar en otros teatros alemanes. En sus producciones intentaba seguir el camino instaurado por Konstantín Stanislavski, el reformador soviético del teatro. En mayo de 1957 participó en la pieza de Vsevolod Vishnevsky Optimistische Tragödie. Para el estreno de la obra de Brecht La resistible ascensión de Arturo Ui, representada en el Staatstheater de Stuttgart en noviembre de 1958 contó con Wolfgang Kieling para el papel del título, pero a partir de 1959 la protagonizó Ekkehard Schall, con un total de 532 representaciones. La producción de dicha obra recibió en 1959 el Premio Nacional de la RDA, llevándose a escena en 1960 con gran éxito en París, donde recibió el Premio de Teatro de las Naciones y el Gran Premio de la Crítica. 
En 1960/61 Manfred Wekwerth y Peter Palitzsch dirigieron el film producido por la Deutsche Film AG Mutter Courage und ihre Kinder, protagonizado por Helene Weigel, Angelika Hurwicz, Regine Lutz, Ernst Busch, Wolf Kaiser, Ekkehard Schall y Heinz Schubert. La cinta recibió el premio especial del jurado del Festival Internacional de Cine de Locarno en junio de 1961.

### Trabajo en el Oeste
Peter Palitzsch estrenó en Alemania Occidental el 1 de septiembre de 1961 la obra Der Prozess der Jeanne d’Arc zu Rouen 1431 (a partir de una emisión radiofónica de Anna Seghers). Tras establecerse el Muro de Berlín el 13 de agosto de 1961, muchos teatros prescindieron de las obras de Brecht, y Peter Palitzsch fue criticado por los diarios Die Welt y Bild. Finalmente, y tras diversas incidencias, Palitzsch decidió no volver a la República Democrática de Alemania.
En el mismo año 1961 trabajó en Oslo con El círculo de tiza caucasiano, obra en la que actuaba una todavía desconocida Liv Ullmann. En 1962 llevó a escena Dantons Tod en el Staatstheater de Stuttgart, en Colonia en 1964 representó Madre Coraje y sus hijos (con Ursula von Reibnitz), y en 1966 Herr Puntila und sein Knecht Matti (con Hanns Ernst Jäger y Traugott Buhre). Su representación de la obra de Martin Walser Der schwarze Schwan se llevó a escena en 1965 en el Festival Berliner Theatertreffen. En 1967 dirigió una adaptación televisiva de la pieza Der Prozess der Jeanne d’Arc zu Rouen 1431 para la Westdeutscher Rundfunk. En esta etapa de su carrera, Palitzsch amplió su repertorio, trabajando con obras de Samuel Beckett, Sean O'Casey, Harold Pinter, William Shakespeare, Peter Turrini y Martin Walser.

### Etapa en Stuttgart y Fránfort del Meno
Desde el 1 de enero de 1966, Peter Palitzsch fue nombrado director interino del Staatstheater de Stuttgart. Su producción de las obras de Shakespeare del grupo La Guerra de las Rosas fue llevada en el año 1967 al Berliner Theatertreffen. Su modo de trabajar, tomando viejos conflictos y adaptándolos a la forma de pensar moderna, le valió el apoyo de la crítica. Ese reconocimiento le valió ir a Berlín en 1968 con su representación de Marija, de Isaac Babel, en 1969 con Toller (de Tankred Dorst), y en 1970 con Diese Geschichte von Ihnen (de John Hopkins). La escenografía corrió a cargo de Wilfried Minks. En 1972 llevó otra producción a Berlín: Esperando a Godot, con Gerhard Just y Peter Roggisch. Las piezas obtuvieron aplausos, incluso a nivel internacional, pero también críticas. Una de las orientaciones que seguía en su trabajo era que "el teatro debe cambiar el mundo". A finales del otoño de 1967 obtuvo el rechazo del CDU cuando estrenó MacBird!, de Barbara Garson, farsa en la cual el personaje del título representaba al Presidente Lyndon B. Johnson. Finalmente, en junio de 1972 se despidió del público de Stuttgart con un Hamlet sumamente polémico.
Peter Palitzsch se trasladó entonces al Schauspiel Frankfurt con el fin de llevar a cabo un teatro con las ideas de los Movimientos sociales de 1968. De sus producciones destacaron Emilia Galotti en 1972, Despertar de Primavera (llevada en 1974 al Berliner Theatertreffen), y la obra de Brecht Die Tage der Commune, que se representó durante los sucesos del Otoño alemán. Entre las mejores producciones de Palitzsch figuran también la obra de Henrik Ibsen Baumeister Solneß a partir de 1978, y la de Friedrich Schiller Don Carlos a partir de 1979. Sin embargo, las tensiones que se producían con sus representaciones acabaron por decidir a Palitzsch a finalizar su período en Fráncfort en 1980.

### Trabajos internacionales y premios

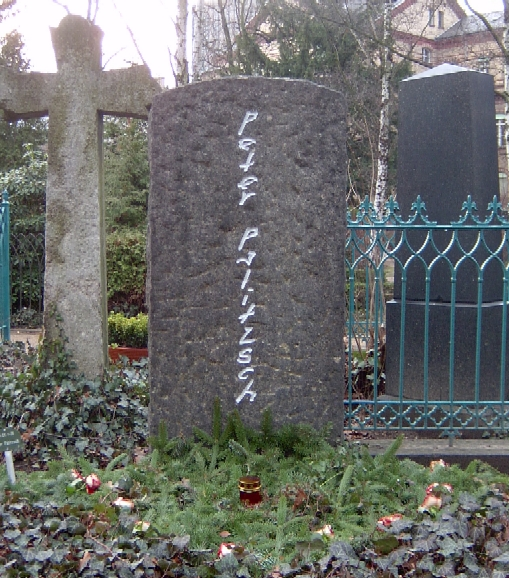
Tumba de Peter Palitzsch en el Cementerio Dorotheenstädt

En la siguiente década trabajó en escenarios de Alemania Occidental, así como en Viena, produciendo numerosos trabajos en el Burgtheater, Zúrich, Río de Janeiro y Oslo, con Liv Ullmann en Madre Coraje y sus hijos. También fue actor en el telefilm de Hans Neuenfels Die Familie oder Schroffenstein. Tras la caída del Muro de Berlín, en 1992 volvió al Berliner Ensemble, trabajando hasta 1995 en labor de dirección junto a Peter Zadek, Fritz Marquardt, Matthias Langhoff, Eva Mattes (10 meses) y Heiner Müller. Con motivo del centenario de su maestro, Bertolt Brecht, en 1998 organizó en el Berliner Ensemble la velada musical Leben will ich, Eure Sonne schnaufen, con el actor Volker Spengler, la cantante Maria Husmann y el músico y compositor Simon Stockhausen. Su última producción teatral fue Drei kurze Texte (mit tödlichem Ausgang), estrenada en 2003 en Luxemburgo y Kassel.
El 6 de septiembre de 2004 fue galardonado con la Gran Cruz de 1ª Clase de la Orden del Mérito de la República Federal de Alemania. Antes, en 1991, había recibido el Theaterpreis Berlin.

### Vida privada
Palitzsch se casó en 1974 con Tanja von Oertzen, más de treinta años menor que él. Sin embargo, desde el año 1984 convivió con la cantante de ópera Maria Husmann. Peter Palitzsch falleció en el año 2004 en Havelberg, Alemania, a causa de una insuficiencia respiaratoria.

## Teatro
- 1956 : John Millington Synge: The Playboy of the Western World, dirigida junto a Manfred Wekwerth (Berliner Ensemble)
- 1957 : Bertolt Brecht: Terror y miseria del Tercer Reich, dirigida junto a Lothar Bellag/Käthe Rülicke-Weiler/Konrad Swinarski/Carl M. Weber (Berliner Ensemble)
- 1959 : Bertolt Brecht: La resistible ascensión de Arturo Ui, dirigida junto a Manfred Wekwerth (Berliner Ensemble)
- 1961 : Helmut Baierl: Frau Flinz, dirigida junto a Manfred Wekwerth (Berliner Ensemble)
- 1994 : Samuel Beckett: Final de partida (Berliner Ensemble)

### Producciones de Palitzsch en el Festival de Teatro Berliner Theatertreffen
- 1965 : Martin Walser : Der schwarze Schwan (Württembergische Staatstheater Stuttgart)
- 1967 : William Shakespeare : Heinrich VI (Württembergische Staatstheater Stuttgart)
- 1967 : William Shakespeare : Eduard IV (Württembergische Staatstheater Stuttgart)
- 1968 : Isaak Bábel : Marija (Württembergische Staatstheater Stuttgart)
- 1969 : Tankred Dorst : Toller (Württembergische Staatstheater Stuttgart)
- 1970 : John Hopkins : Diese Geschichte von Ihnen (Württembergische Staatstheater Stuttgart)
- 1972 : Samuel Beckett : Esperando a Godot (Württembergische Staatstheater Stuttgart)
- 1974 : Frank Wedekind : Despertar de Primavera (Städtische Bühnen Fráncfort del Meno)

## Filmografía
- 1957 : Herr Puntila und sein Knecht Matti (telefilm)
- 1971 : Sand (telefilm)
- 1974 : Der aufhaltsame Aufstieg des Arturo Ui (telefilm)